# Phlaeothripidae
Phlaeothripidae es una familia de Thysanoptera con cientos de géneros. A veces el nombre es mal escrito "Phaleothripidae". Es la única familia del suborden Tubulifera, y esta organizada en dos subfamilias, Idolothripinae con 81 géneros, y Phlaeothripinae con 375 géneros. Se han descrito casi 3600 especies en esta familia, y muchas son fungívoras que viven en los trópicos.
Los trips de esta familia son bastante comunes, y en general son más grandes que los del suborden Terebrantia (que contiene a todos los otros trips). El cuerpo de Idolothrips marginatus puede llegar a medir 14 mm de largo. La familia se distingue porque poseen el último segmento abdominal modificado formando una estructura que asemeja un tubo – de allí deriva el nombre del suborden, que significa "que tienen tubo".

## Especies selectas
Algunas de las especies más conocidas son:
- Aleurothrips fasciapennis (Franklin) - se alimenta de  mosquitas blancas
- Gynaikothrips ficorum (Marchal) - Trip del laurel cubano
- Haplothrips froggatti Hood - Trip de la plaga negra
- Haplothrips gowdeyi (Franklin) - Trip tubular de extremo dorado
- Haplothrips niger (Osborne) - Trip del trébol rojo
- Haplothrips victoriensis Bagnall - Trip negro tubular
- Idolothrips spectrum Haliday - Trip gigante
- Leptothrips mali Fitch - Cazador negro, utilizado para control de ácaros
- Liothrips oleae - Arañuelo del olivo
- Liothrips urichi Karny - Trip de la Clidemia
- Liothrips vaneeckei Priesner - Trip de los lirios, daña los bulbos de lirios
- Teuchothrips disjunctus (Hood)
- Hoplandrothrips - causa el enrollamiento de las hojas de las plantas de cafeto